# Leytonstone FC
Leytonstone FC var en engelsk fotbollsklubb från Leytonstone, London. Den grundades 1886 och matcherna spelades nära Leytonstone High Road. 
Klubben vann the FA Amateur Cup 1947, 1948 och 1968. 1968 vann man mot Chesham United med 1-0 i en tät match fast man spelade mer än halva matchen med 10 man då en spelare fick utgå på grund av skada.
1979 gick man ihop med Ilford och bildade Leytonstone/Ilford, en föregångare till dagens Dagenham & Redbridge.

## Meriter
- FA Amateur Cup 1947, 1948, 1968
- Isthmian League Premier Division 1919, 1938, 1939, 1947, 1948, 1950, 1951, 1952, 1966